# 미켈 한센
미켈 한센(덴마크어: Mikkel Hansen, 1987년 10월 22일~)은 덴마크의 핸드볼 선수로 포지션은 레프트백이다. 현재 덴마크 핸드볼 리그의 올보르 혼볼에서 활동하고 있으며 덴마크 핸드볼 국가대표 선수였던 플레밍 한센의 아들이다. 덴마크와 스페인에서 선수 생활을 한 후 2012년 파리 생제르맹으로 이적해 2022년까지 프랑스 리그 9회 우승을 달성했다.
2007년 덴마크 핸드볼 국가대표팀 경력을 시작해 2012년 유럽 선수권 대회 우승을 시작으로 2016년과 2021년에 올림픽 금메달, 2019년, 2021년, 2023년에 세계 선수권 대회에서 우승해 주요 국제 대회를 전부 제패했다.
2011년, 2015년, 2018년에 국제 핸드볼 연맹 선정 올해의 선수가 되었고 2021년 올림픽 공식 홈페이지로부터 핸드볼 역사상 가장 위대한 선수들 중 한 명이라는 평가를 받은 바 있다.

## 개인사
2020년 스테파니 군델라크와 결혼했으며 2019년 1월에 장남인 에디, 2021년 5월에 차남인 빈스가 태어났다.